# Siemkensheuvel
Siemkensheuvel of Siemkesheuvel is een gehucht in de Belgische provincie Limburg, ten zuidwesten van Maaseik en ten zuiden van Wurfeld.
De eigenlijke heuvel is een landduin met hoogte van 38 meter. Er is een bosgebied waar men kan wandelen. Ten westen van Siemkensheuvel bevindt zich het natuurgebied Tösch-Langeren.
In Siemkensheuvel bevindt zich een zorginstelling voor kinderen met een verstandelijke handicap, het Dienstencentrum Ter Engelen.
Deelgemeenten: Maaseik · Neeroeteren · Opoeteren

Overige kernen: Aldeneik · Berg · De Riet · Dorne · Heppeneert · Gremelslo · Schootsheide · Siemkensheuvel · 't Ven · Voorshoven · Waterloos · Wurfeld

Belgische gemeenten · Arrondissement Maaseik · Limburg · Vlaanderen